# Кашана (Лука)
Кашана је насеље у Италији у округу Лука, региону Тоскана.
Према процени из 2011. у насељу је живело 196 становника. Насеље се налази на надморској висини од 627 м.